# Asplenium adiantum-nigrum
Asplenium adiantum-nigrum là một loài thực vật có mạch trong họ Aspleniaceae. Loài này được L. miêu tả khoa học đầu tiên năm 1753.

## Hình ảnh

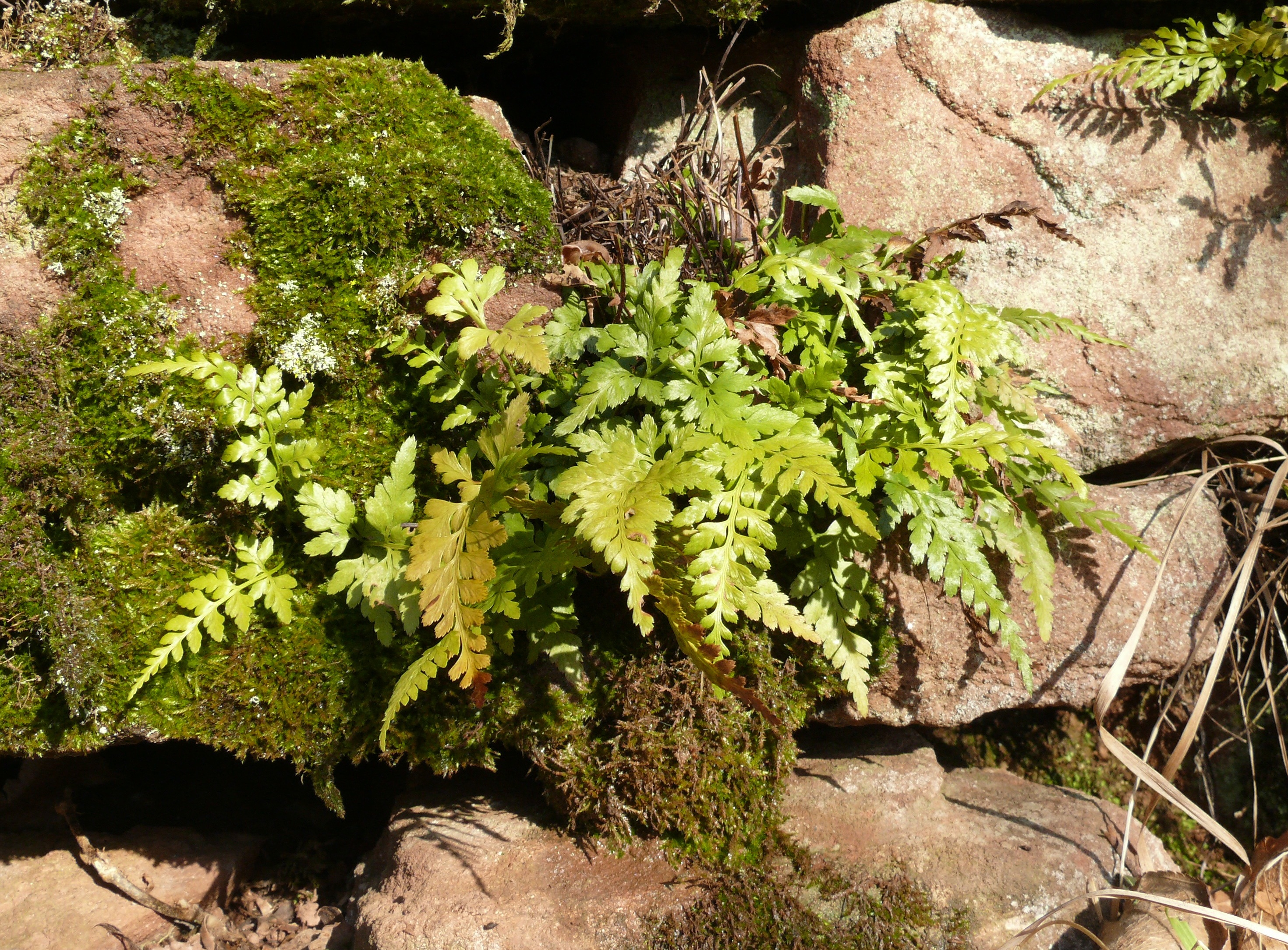
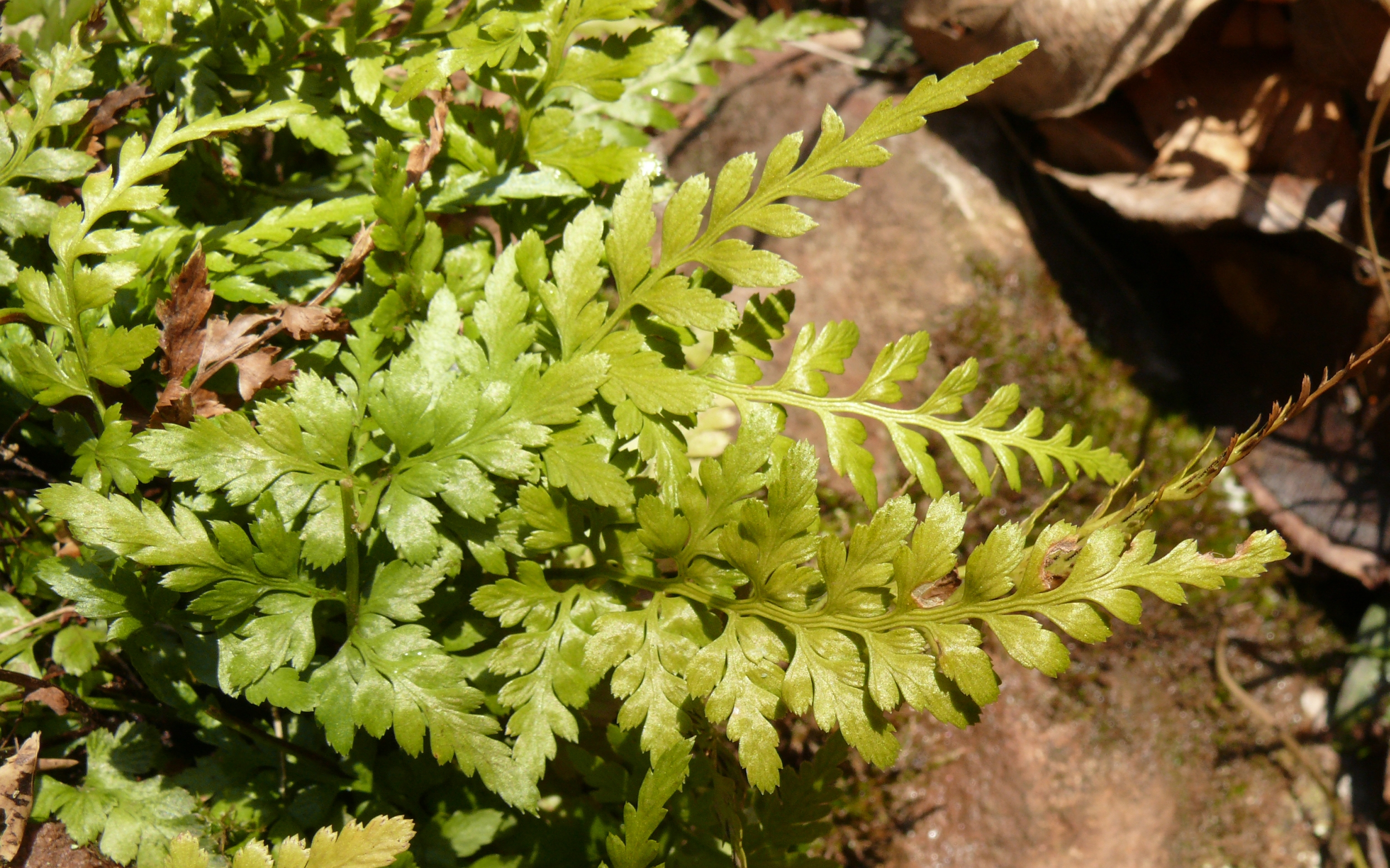
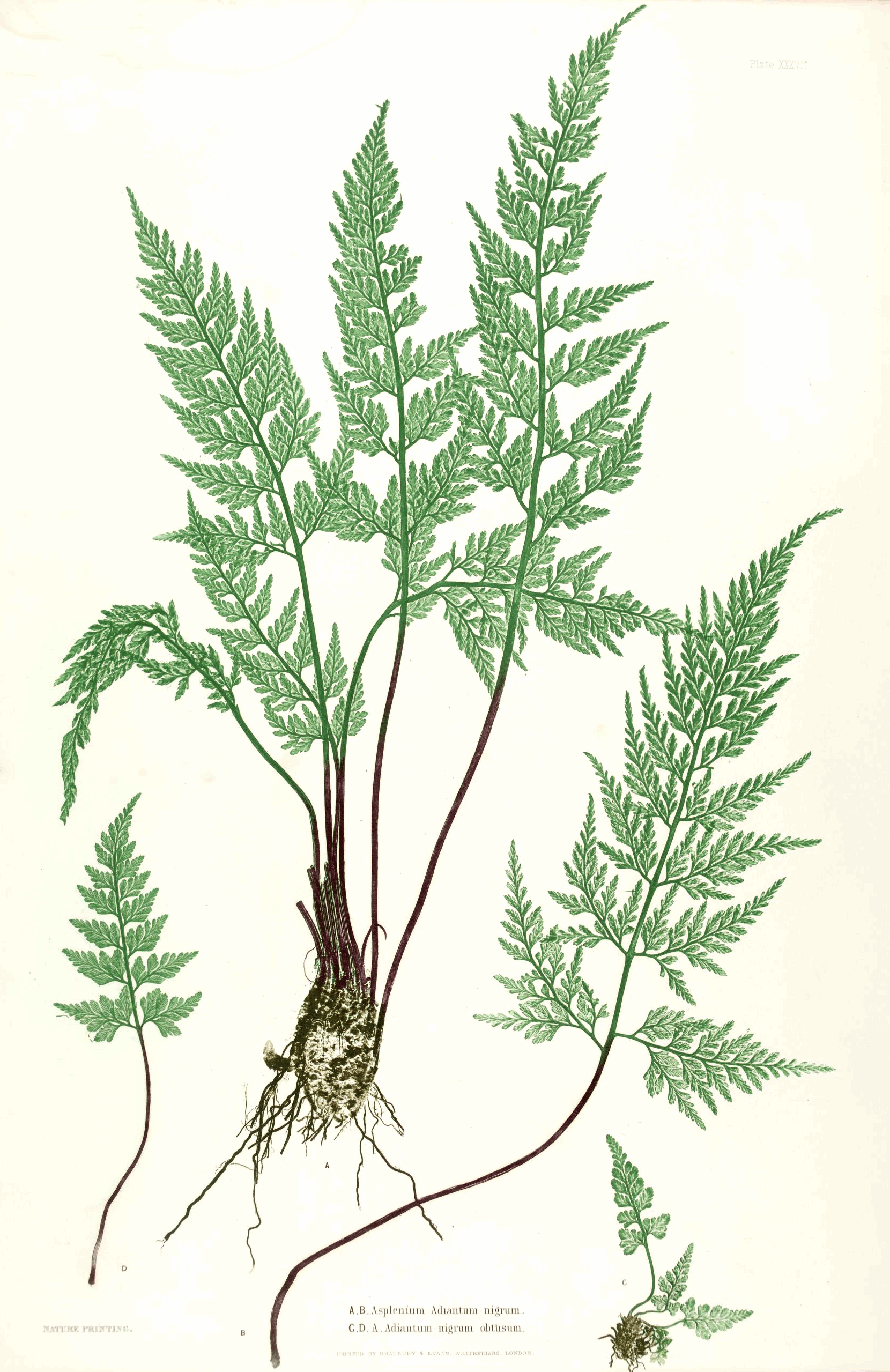
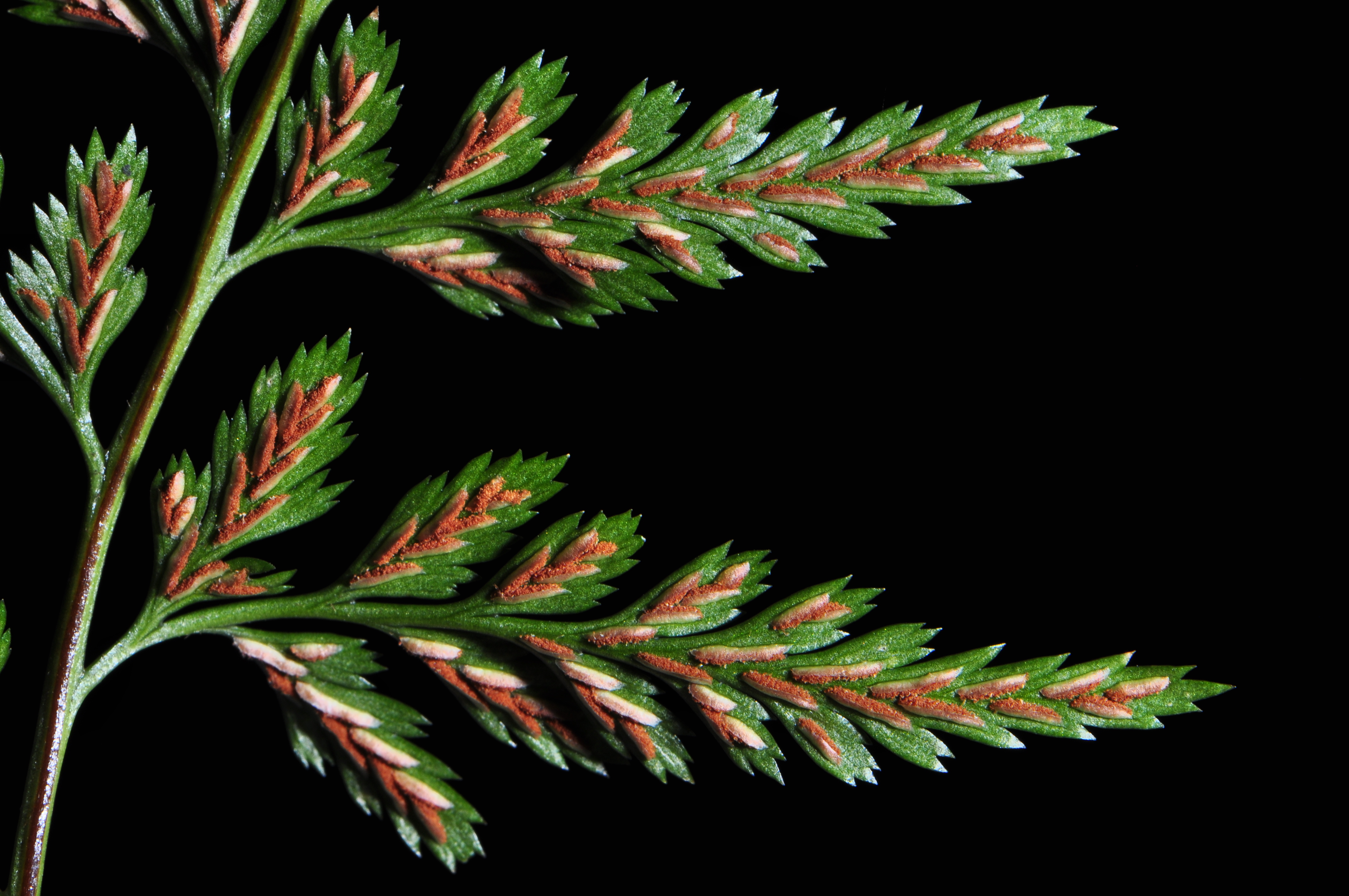